# DFS Classic 2000
Il DFS Classic 2000  è stato un torneo di tennis giocato sull'erba. È stata la 19ª edizione del DFS Classic, che fa parte della categoria Tier III nell'ambito del WTA Tour 2000. Si è giocato al Edgbaston Priory Club a Birmingham in Inghilterra, dal 12 al 18 giugno 2000.

## Campionesse

### Singolare
Lisa Raymond ha battuto in finale  Tamarine Tanasugarn con il punteggio di 6–2, 6–7, 6–4

### Doppio
Rachel McQuillan /  Lisa McShea hanno battuto in finale  Cara Black /  Irina Seljutina con il punteggio di 6–3, 7–6(3)